# Ceratostigma abyssinicum
Ceratostigma abyssinicum är en triftväxtart som först beskrevs av Ferdinand von Hochstetter, och fick sitt nu gällande namn av Paul Friedrich August Ascherson. Ceratostigma abyssinicum ingår i släktet Ceratostigma och familjen triftväxter. Inga underarter finns listade i Catalogue of Life.